# Microcyphus maculatus
Microcyphus maculatus is een zee-egel uit de familie Temnopleuridae.
De wetenschappelijke naam van de soort werd in 1846 gepubliceerd door Louis Agassiz & Pierre Jean Édouard Desor.